# Priscilla Gneto
Priscilla Gneto (ur. 3 sierpnia 1991 w Yopougonie) – francuska judoczka, brązowa medalistka igrzysk olimpijskich, mistrzyni świata, trzykrotna mistrzyni Europy, brązowa medalistka igrzysk europejskich.
Urodziła się w Wybrzeżu Kości Słoniowej i jest córką piłkarza, Kpassagnona Gneto. Startowała w Pucharze Świata w latach 2010, 2013, 2015, 2017 i 2019. 
W 2013 roku została odznaczona Kawalerem Orderu Narodowego Zasługi.
Jej siostra Astride Gneto, również jest judoczką.

## Igrzyska olimpijskie
| Runda         | Przeciwniczka | Wynik       | Osiągnięcie |
| ------------- | ------------- | ----------- | ----------- |
| 1. runda      | He Hongmei    | W 0111–0012 | brąz        |
| 2. runda      | Joana Ramos   | W 1001–000  | brąz        |
| Ćwierćfinał   | An Kum-ae     | P 0013–0102 | brąz        |
| Repasaż       | Kim Kyung-ok  | W 0021–0002 | brąz        |
| Brązowy medal | Ilse Heylen   | W 1012–0012 | brąz        |

| Runda    | Przeciwniczka   | Wynik     | Osiągnięcie |
| -------- | --------------- | --------- | ----------- |
| 1. runda | Evelyne Tschopp | P 000–100 | 1. runda    |